# Antonio Alzamendi
Antonio Alzamendi Casas (Durazno, Uruguay, 7 de junio de 1956) es un exfutbolista uruguayo, reconocido delantero de la selección de fútbol de Uruguay y diversos clubes de Sudamérica.

## Biografía
Antonio Alzamendi nació y se crio en la ciudad de Durazno, en el seno de una familia muy humilde conformada por su madre Tulia Gladys, su padre Antonio y seis hermanos. Su madre era empleada doméstica y su padre era comisario de policía.
Aunque desde muy pequeño jugó al fútbol de forma autodidacta con otros niños de su barrio, sus primeros destaques deportivos fueron en el atletismo. Durante su adolescencia compitió como velocista, llegando a ser campeón liceal del departamento de Durazno.
Al igual que su padre, Antonio ingresó a la Policía Nacional de Uruguay como agente en su juventud, lo que le valdría uno de sus varios apodos como futbolista: “Policía”, junto con el mote “Patoruzú” y del más reconocido “Hormiga”.

## Trayectoria
Antonio Alzamendi debutó profesionalmente como futbolista jugando para la Institución Atlética Sud América de Montevideo, en el año 1977.
Entre los equipos que jugó se destacan Independiente de Avellaneda (Liga argentina 1978-82), Nacional (Liga uruguaya 1983), Peñarol (Liga uruguaya 1985) en el cual fue goleador uruguayo en 1985, River Plate (Liga argentina 1986-88; Libertadores 1986; Interamericana 1987; Intercontinental 1986). Como jugador (Balón de Oro América 1986). Convirtió el gol de River en la final de la Copa Intercontinental, la única del club argentino. Fue jugador del C.D. Logroñés en Primera división (España) durante las temporadas 1988-1990, siendo el jugador extranjero que más tiempo ha vestido la camiseta del Logroñés, con 5.367 minutos. Deportivo Mandiyu de Corrientes (1990).
Tras jugar una temporada en el Tecos Fútbol Club de México (1983-1984) fue que comenzó a ser representado por Francisco “Paco” Casal, quien lo llevaría a Peñarol y posteriormente conseguiría que Alzamendi tuviera su segundo pasaje por River Plate argentino, que sería el hito de su carrera.
Su desempeño en Argentina llevó a que en 1979 el entonces presidente de la Asociación del Fútbol Argentino, Julio Grondona, le ofreciera al jugador la posibilidad de nacionalizarse argentino para jugar por la selección albiceleste en la Copa Mundial de Fútbol de España 1982. Alzamendi rechazó la oferta porque quería seguir representando a Uruguay.

### Selección uruguaya
Con la selección de fútbol de Uruguay jugó entre 1978 y 1990, ganando las Copas América de 1983 y 1987 y vicecampeón en 1989. Disputó los mundiales de México 1986 e Italia 1990.

### Retiro y años posteriores
Antonio Alzamendi se retiró como jugador profesional de fútbol en el mes de julio del año 1993. Su último equipo como futbolista fue el Rampla Juniors Fútbol Club de Montevideo.
En 1998 comenzó su carrera como director técnico al asumir el cargo en el club Cienciano del Cusco. En 1999 volvería a Uruguay para dirigir a Rampla Juniors. En 2002 dirigiría al club Deportivo Maldonado, y en 2003 al Centro Atlético Fénix. Nuevamente regresó al Perú para dirigir al Sport Áncash en el año 2008. En enero del 2009 fue presentado como entrenador del Total Chalaco. Su último equipo en este rol fue el Comunicaciones Fútbol Club de Guatemala en el año 2014.
En su Durazno natal lo nombraron como el mejor jugador de fútbol de la historia de ese departamento, y bautizaron en su honor a una de las tribunas del Estadio Silvestre Octavio Landoni de la ciudad capital, así como a una de sus calles.

## Vida personal
Actualmente vive en la ciudad de Cardona, departamento de Soriano, junto a su esposa, y trabaja en la inmobiliaria Martínez-Alzamendi. El exfutbolista siempre ha preferido la vida lejos de las grandes ciudades y cerca de la naturaleza.
Antonio Alzamendi tiene cuatro hijos, dos de los cuales se desempeñan en el ámbito futbolístico, pero no como jugadores. Su hija Vanessa trabaja como psicóloga en el Club Atlético Rentistas, y su hijo Juan Manuel como preparador físico en el Club Nacional de Fútbol.

## Selección nacional
Fue internacional con la selección de Uruguay en 32 ocasiones, convirtiendo seis goles. Fue campeón de la Copa América 1987 disputada en Argentina, en donde se destaca su participación en semifinales eliminando al anfitrión, al convertir el gol de la clasificación para acceder a la final.

### Participaciones en Copas del Mundo
| Mundial              | Sede   | Resultado        | Partidos | Goles |
| -------------------- | ------ | ---------------- | -------- | ----- |
| Copa Mundial de 1986 | México | Octavos de final | 3        | 1     |
| Copa Mundial de 1990 | Italia | Octavos de final | 3        | 0     |

### Participaciones en Copa América
| Copa              | Sede      | Resultado  | Partidos | Goles |
| ----------------- | --------- | ---------- | -------- | ----- |
| Copa América 1987 | Argentina | Campeón    | 2        | 1     |
| Copa América 1989 | Brasil    | Subcampeón | 7        | 2     |

## Clubes

### Como jugador
| Club           | País      | Año       |
| -------------- | --------- | --------- |
| Sud América    | Uruguay   | 1977-1978 |
| Independiente  | Argentina | 1978-1982 |
| River Plate    | Argentina | 1982-1983 |
| Nacional       | Uruguay   | 1983      |
| Tecos          | México    | 1983-1984 |
| Peñarol        | Uruguay   | 1985      |
| River Plate    | Argentina | 1986-1988 |
| Logroñés       | España    | 1988-1990 |
| Mandiyú        | Argentina | 1990      |
| Rampla Juniors | Uruguay   | 1993      |

### Como técnico
| Club                | País      | Año  |
| ------------------- | --------- | ---- |
| Cienciano           | Perú      | 1998 |
| Rampla Juniors      | Uruguay   | 1999 |
| Deportivo Maldonado | Uruguay   | 2002 |
| Fénix               | Uruguay   | 2003 |
| Club Comunicaciones | Guatemala | 2005 |
| Sport Áncash        | Perú      | 2008 |
| Total Chalaco       | Perú      | 2009 |

## Estadísticas
Datos actualizados al fin de la carrera deportiva.
| CA Independiente Argentina |                 |               |     |     |    |    |    |    |    |     |      |      |      |
| 1.ª |                 |               |     |     |    |    |    |    |    |     |      |      |      |
| 1978 | 45              | 12            | —   | —   | —  | —  | —  | —  | 45 | 12  | 0.27 |      |      |
| 1979 | 29              | 17            | —   | —   | 11 | 5  | —  | —  | 40 | 22  | 0.55 |      |      |
| 1980 | 50              | 22            | —   | —   | —  | —  | —  | —  | 50 | 22  | 0.44 |      |      |
| 1981 | 49              | 19            | —   | —   | —  | —  | —  | —  | 49 | 19  | 0.39 |      |      |
| 1982 | 12              | 5             | —   | —   | —  | —  | —  | —  | 12 | 5   | 0,42 |      |      |
| Total club | Total club      | 185           | 75  | 0   | 0  | 11 | 5  | 0  | 0  | 196 | 80   | 0,41 |      |
| River Plate Argentina |                 |               |     |     |    |    |    |    |    |     |      |      |      |
| 1.ª | 1982            | 26            | 7   | —   | —  | 10 | 2  | —  | —  | 36  | 9    | 0,25 |      |
| 1.ª | 1983            | 1             | 0   | —   | —  | —  | —  | —  | —  | 1   | 0    | 0,00 |      |
| Total 1.ª etapa | Total 1.ª etapa | 27            | 7   | 0   | 0  | 10 | 2  | 0  | 0  | 37  | 9    | 0.24 |      |
| Club Nacional · Uruguay |                 |               |     |     |    |    |    |    |    |     |      |      |      |
| 1.ª | 1983            | 9             | 0   | —   | —  | 6  | 2  | 4  | 2  | 19  | 4    | 0,21 |      |
| Tecos de la UAG · México |                 |               |     |     |    |    |    |    |    |     |      |      |      |
| 1.ª | 1983-84         | 17            | 2   | —   | —  | —  | —  | —  | —  | 17  | 2    | 0,12 |      |
| CA Peñarol · Uruguay |                 |               |     |     |    |    |    |    |    |     |      |      |      |
| 1.ª | 1985            | 28            | 13  | —   | —  | —  | —  | 6  | 2  | 34  | 15   | 0.44 |      |
| River Plate Argentina |                 |               |     |     |    |    |    |    |    |     |      |      |      |
| 1.ª | 1986-87         | 19            | 13  | —   | —  | 13 | 7  | —  | —  | 32  | 20   | 0,63 |      |
| 1.ª | 1987-88         | 30            | 10  | —   | —  | 8  | 4  | —  | —  | 38  | 14   | 0,37 |      |
| Total 2.ª etapa | Total 2.ª etapa | 49            | 23  | 0   | 0  | 21 | 11 | 0  | 0  | 70  | 34   | 0.49 |      |
| Total club | Total club      | 76            | 30  | 0   | 0  | 31 | 13 | 0  | 0  | 107 | 43   | 0,40 |      |
| CD Logroñés · España |                 |               |     |     |    |    |    |    |    |     |      |      |      |
| 1.ª | 1988-89         | 33            | 9   | 2   | 0  | —  | —  | —  | —  | 35  | 9    | 0,26 |      |
| 1.ª | 1989-90         | 29            | 6   | —   | —  | —  | —  | —  | —  | 29  | 6    | 0,21 |      |
| Total club | Total club      | 62            | 15  | 2   | 0  | 0  | 0  | 0  | 0  | 64  | 15   | 0,23 |      |
| Deportivo Mandiyú Argentina |                 |               |     |     |    |    |    |    |    |     |      |      |      |
| 1.ª | 1990-91         | 9             | 0   | —   | —  | —  | —  | —  | —  | 9   | 0    | 0,00 |      |
| Rampla Juniors · Uruguay |                 |               |     |     |    |    |    |    |    |     |      |      |      |
| 1.ª | 1993            | 4             | 1   | —   | —  | —  | —  | —  | —  | 4   | 1    | 0,25 |      |
| Total carrera | Total carrera   | Total carrera | 390 | 136 | 2  | 0  | 48 | 20 | 10 | 4   | 450  | 160  | 0.36 |
| (1) Incluye datos de la Copa del Rey (1988-89). (2) Incluye datos de la Copa Libertadores (1979, 1982, 1983, 1986, 1987); Copa Intercontinental (1986); Supercopa Sudamericana (1988). (3) Incluye datos del Torneo Estadio Centenario (1983) y la Liguilla Pre-Libertadores de América (1986). (4) No incluye goles en partidos amistosos. |                 |               |     |     |    |    |    |    |    |     |      |      |      |

## Palmarés

### Campeonatos nacionales
| Título              | Equipo        | País      | Año     |
| ------------------- | ------------- | --------- | ------- |
| Primera División    | Independiente | Argentina | N-1978  |
| Campeonato Uruguayo | Nacional      | Uruguay   | 1983    |
| Campeonato Uruguayo | Peñarol       | Uruguay   | 1985    |
| Primera División    | River Plate   | Argentina | 1985-86 |

### Copas internacionales
| Título                | Equipo               | Sede         | Año  |
| --------------------- | -------------------- | ------------ | ---- |
| Copa Libertadores     | River Plate          | Buenos Aires | 1986 |
| Copa Intercontinental | River Plate          | Tokio        | 1986 |
| Copa Interamericana   | River Plate          | Buenos Aires | 1987 |
| Copa América          | Selección de Uruguay | Argentina    | 1987 |

### Distinciones individuales
| Distinción                                             | Año  |
| ------------------------------------------------------ | ---- |
| Máximo goleador del Campeonato Uruguayo (13 goles)     | 1985 |
| Mejor jugador de la Copa Intercontinental              | 1986 |
| Futbolista sudamericano del año                        | 1986 |
| Equipo Ideal de América                                | 1986 |
| Equipo Ideal de América                                | 1986 |
| 1987                                                   |      |
| Máximo goleador de la Supercopa Sudamericana (4 goles) | 1988 |